# Drzemlik
Drzemlik, sokół drzemlik, sokół królik (Falco columbarius) – gatunek średniej wielkości ptaka drapieżnego z rodziny sokołowatych (Falconidae).

## Systematyka
Wyróżniono dziewięć podgatunków F. columbarius:
- F. columbarius subaesalon – Islandia.
- F. columbarius aesalon – Europa do północno-zachodniej Syberii.
- F. columbarius insignis – północno-środkowa Syberia.
- F. columbarius pacificus – północno-wschodnia Azja.
- F. columbarius pallidus – stepy zachodnio-środkowej Azji.
- F. columbarius lymani – góry wschodnio-środkowej Azji.
- F. columbarius columbarius – Alaska do Nowej Fundlandii i północnego USA.
- F. columbarius suckleyi – południowo-wschodnia Alaska do północnego Waszyngtonu.
- F. columbarius richardsonii – środkowa i południowo-środkowa Kanada do północno-środkowego USA.

## Występowanie
Zamieszkuje Islandię, Irlandię, Szkocję, Skandynawię, Rosję oraz północną część Ameryki Północnej. Wyróżnia się na tym obszarze wiele podgatunków. Wędrowny (przeloty od marca do kwietnia i od września do listopada), zimuje w południowej Europie i północnej Afryce (populacje europejskie) oraz w środkowej i południowej części Ameryki Północnej i na północy Ameryki Południowej (populacje amerykańskie). Migracje na zimowiska przeważnie nie są dalekie.
W Polsce bardzo nielicznie pojawia się jedynie podczas przelotów, skrajnie nielicznie zimuje. Zatrzymuje się wtedy na łąkach lub polach uprawnych. Na obszarze całego kraju regularnie widywany od końca sierpnia do połowy maja (w pozostałych miesiącach wyjątkowo), zwykle pojedynczo. W trakcie migracji najliczniejsze obserwacje pochodzą z Wybrzeża – Mierzei Helskiej i Mierzei Wiślanej. Najbliższe lęgowiska znajdują się na Białorusi.

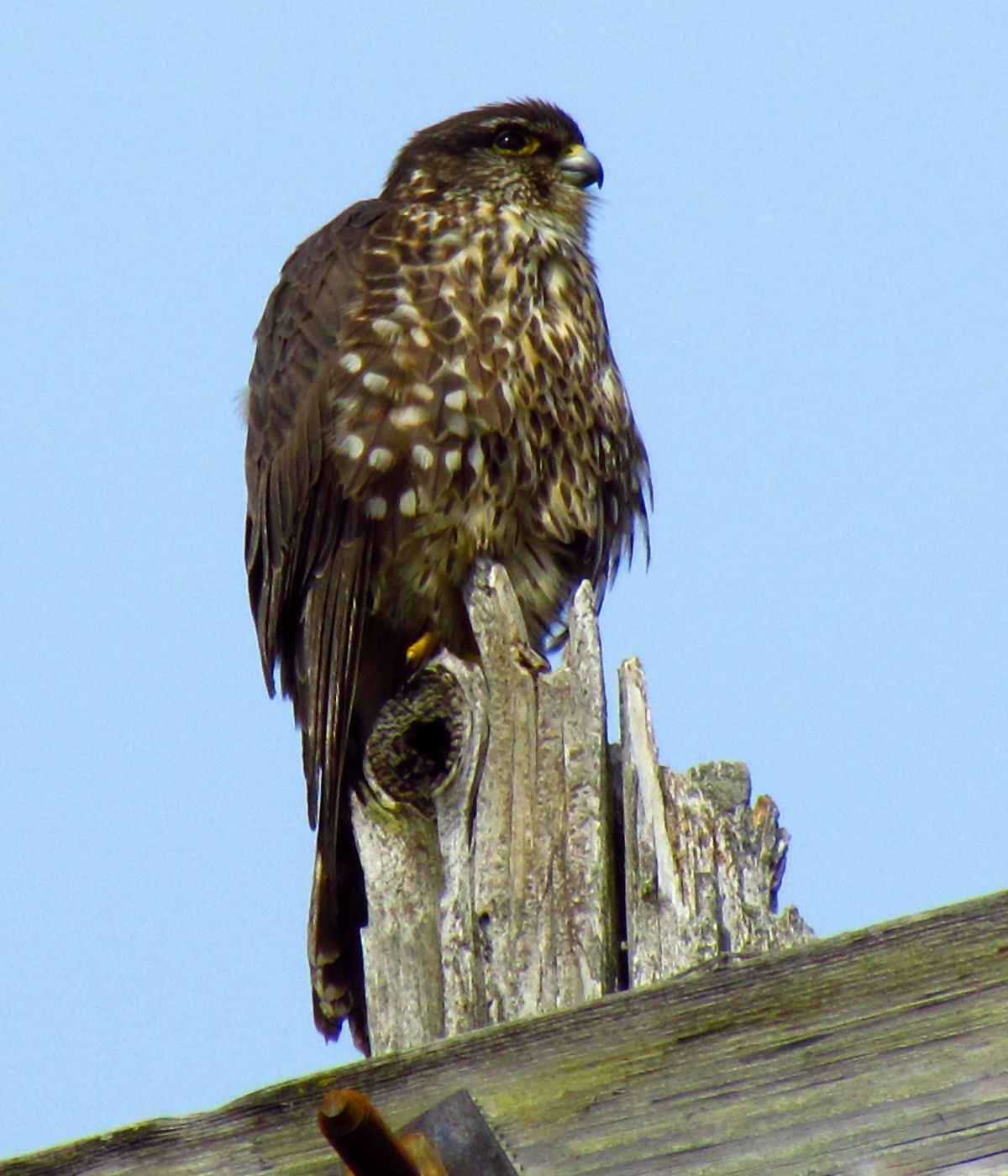
Osobnik młody podgatunku F. c. columbarius w szacie juwenalnej

## Charakterystyka

### Cechy gatunku
Najmniejszy sokół w Europie. Mniejszy od pustułki – w porównaniu z nią ma krótszy ogon i bardziej spiczaste skrzydła. Posiada krępą sylwetkę o stosunkowo krótkich, choć szerokich u nasady, zaostrzonych skrzydłach i niedługim, równo ściętym ogonie. Wyraźny dymorfizm płciowy. Upierzenie samca na wierzchu niebieskawoszare, natomiast spód jest czarno kreskowany, a pierś rdzawożółta. Na końcu ogona znajduje się czarna przepaska. Samica znacznie większa od samca, wierzch ciała ma brązowy z lekkimi, poprzecznymi prążkami, na spodzie zaś jest brudnobiała z rzędami brązowych plam, pierś z ciemnymi długimi ciemnymi kreskami. Ciemno zakończony ogon. Młode ptaki często niemożliwe do rozpoznania w terenie, lecz od samicy różnią się rdzawymi pokrywami skrzydłowymi.
Sposobem lotu może przypominać drozdy.  Poza okresem lęgowym prowadzi samotniczy tryb życia.

### Wymiary średnie
długość ciała z dziobem i ogonemok. 26-33 cm
rozpiętość skrzydeł55–69 cm
długość ogona11–14 cm

### Masa ciała[7]
samicyok. 200 g
samcaok. 170 g

## Biotop
Drzemliki zamieszkują strefę klimatu umiarkowanego chłodnego i subpolarnego na półkuli północnej. Głównym siedliskiem jest leśna tundra i tajga, wrzosowiska, lasostepy, torfowiska, pola poprzecinane rzekami i porośnięte kępami drzew. Przeważnie bytuje na słabo zarośniętych nizinach i płaskowyżach, halach, obrzeżach zbiorników wodnych, wydmach, nadmorskich mokradłach i w dolinach rzecznych. Zimą w pobliżu wybrzeży morskich.

## Okres lęgowy
Gatunek monogamiczny.

### Gniazdo
Na półkach skalnych, w płytkim zagłębieniu pod osłoną roślinności, na urwistych skarpach lub bezpośrednio na ziemi, a na terenach porośniętych drzewami (preferuje lasy brzozowe i sosnowe) prawie zawsze zajmuje gniazdo wrony. Może też zajmować stare konstrukcje lęgowe innych krukowatych. Jeśli zajmuje płytki dołek, otacza go drobnymi gałązkami i materiałem roślinnym, nadając mu kształt kopca.

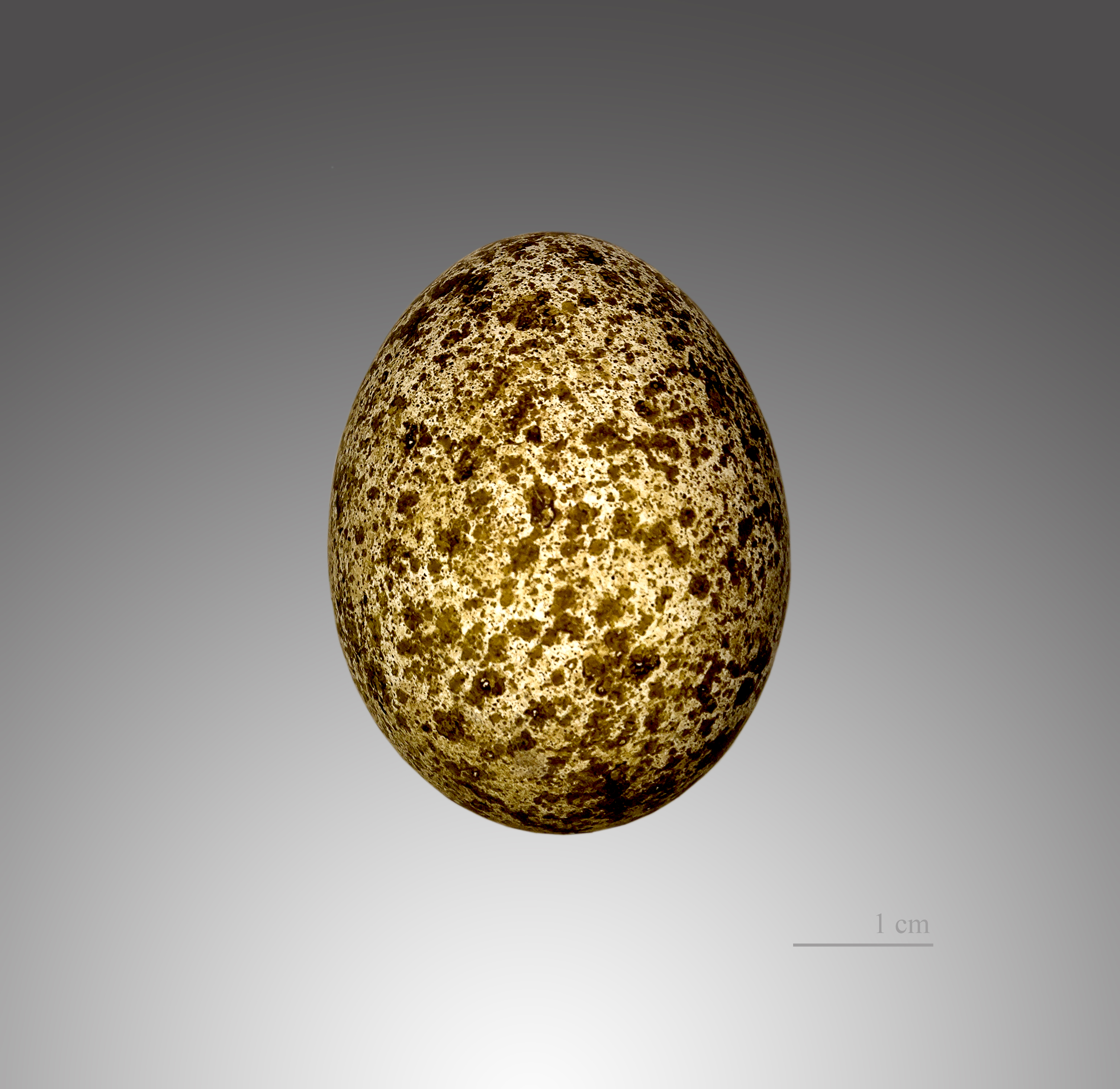
Jajo drzemlika

### Jaja
W maju składa 4–6 jaj, w jednodniowych odstępach. Równobiegunowe, owalne, bardzo podobne do jaj pustułki, o tle bladoróżowym z licznymi rdzawymi plamami.

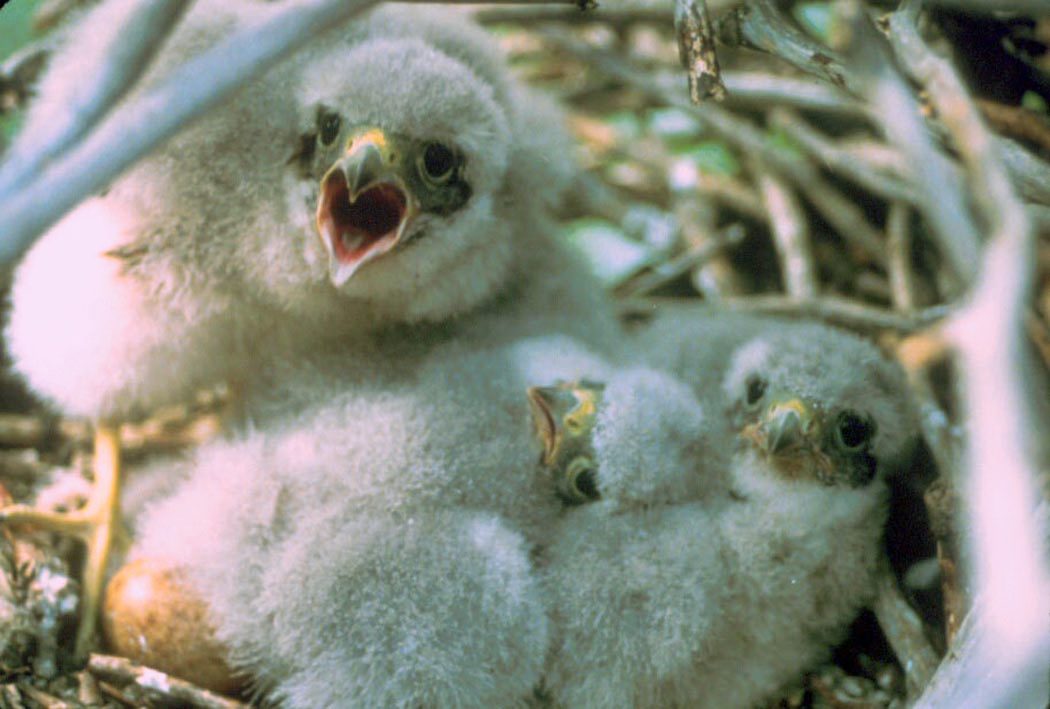
Pisklęta

### Wysiadywanie
Jaja wysiadują samiec i samica, choć częściej robi to samica. Zajmuje im to 28–32 dni. Po wykluciu oboje rodzice wychowują potomstwo. Młode opuszczają gniazdo po 25–32 dniach, choć przez kolejne 3 tygodnie pozostają pod opieką dorosłych ptaków.

## Pożywienie
Głównie drobne ptaki śpiewające (wróblowate) i siewkowce, rzadziej gryzonie oraz owady, które chwyta nisko nad ziemią w bardzo szybkim locie aż do skutku. Może też atakować z zaskoczenia z powietrza. Nierzadko widywano jak krył się w żywopłotach. Często poluje w parach lub niewielkich grupach. Są zdolne do naśladowania sposobu latania swych ofiar, by te się nie spłoszyły. Umożliwia im to większe zbliżenie do nich. Preferuje zwłaszcza skowronki i trznadle oraz mniejsze brodźce. W Polsce tępi też makolągwy. Małe ptaki są łapane po pościgu lub chwytane z ziemi.
Resztki 1448 ofiar drzemlika, zebranych w roku 1984 na wrzosowisku:
- 61,9% – świergotek łąkowy (896 osobników)
- 10,2% – szpak zwyczajny (146 osobników)
- 4,5% – skowronek zwyczajny (65 osobników)
- 2,4% – trznadel zwyczajny (35 osobników)
- 2,3% – zięba zwyczajna (34 osobniki)
- 2,3% – pokląskwa (34 osobniki)
- 2,1% – makolągwa (31 osobników)
- 1,7% – bekas kszyk (25 osobników)
- 1,7% – pliszka siwa (24 osobniki)
- 1,6% – pardwa mszarna (23 osobniki)
- 1,2% – dymówka (17 osobników)
- 1,1% – siewka złotawa (16 osobników)
- 1,0% – piecuszek (15 osobników)
- 1,0% – wróbel zwyczajny (14 osobników)
- 0,8% – modraszka zwyczajna (12 osobników)
- 0,7% – kulik wielki (10 osobników)
- 3,5% – sikora bogatka, białorzytka zwyczajna, czajka zwyczajna, kwiczoł, muchołówka szara, pleszka zwyczajna, rudzik zwyczajny, kowalik zwyczajny, płochacz pokrzywnica, sikora uboga, drozd śpiewak, krwawodziób, mornel, jerzyk zwyczajny, papużka falista, sikora sosnówka, czeczotka zwyczajna, dzwoniec zwyczajny, droździk (razem 51 osobników)

## Status i ochrona
Międzynarodowa Unia Ochrony Przyrody (IUCN) uznaje drzemlika za gatunek najmniejszej troski (LC – least concern) nieprzerwanie od 1988 roku. Liczebność światowej populacji szacuje się 500 000 – 2 000 000 dorosłych osobników. Trend liczebności populacji uznaje się za stabilny.
Na terenie Polski gatunek ten jest objęty ścisłą ochroną gatunkową.